# MGM Macao
Le MGM Macao (永利澳門) est un complexe hôtelier et de divertissement situé sur la péninsule de Macao en Chine. Inauguré en décembre 2007, il est le premier établissement asiatique développé par MGM Resorts International en partenariat avec Pansy Ho, figure influente de l'industrie du jeu à Macao. Le complexe se distingue par son design contemporain, intégrant des éléments d'art et de culture, notamment dans son grand atrium surnommé le Place du Dôme, inspiré de l'architecture portugaise. Il propose un hôtel cinq étoiles, un casino de prestige, plusieurs restaurants raffinés et un espace commercial dédié au luxe.
Avec plus de 580 chambres et suites, ainsi qu'un espace dédié aux événements et aux conférences, le MGM Macao vise à attirer une clientèle internationale, mêlant touristes et joueurs. Son casino propose une large gamme de jeux, des machines à sous aux tables de baccarat, et contribue à faire de Macao la capitale mondiale du jeu. Le complexe s'inscrit dans une stratégie visant à offrir une expérience haut de gamme tout en rivalisant avec d'autres établissements phares de Macao, comme le Wynn Macao et le Venetian Macao. Depuis son ouverture, il a renforcé son rôle dans le paysage touristique et économique de la région, avant l'expansion du groupe avec l'ouverture du MGM Cotai en 2018.

## Histoire et développement
Le 18 décembre 2007, un somptueux dîner de gala précède l'inauguration, suivi d'un spectacle d'ouverture à 21 heures sur la Place du Dôme de l'hôtel. Ensuite, l'inauguration officielle est présidée par l'ancien chef de l'exécutif de Macao, Edmund Ho, et la directrice générale de MGM Grand Paradise (zh), Pansy Ho. L'établissement ouvre officiellement ses portes au public à 22h50.
Tous les hôtels MGM n'ont aucun lien direct avec la société de cinéma MGM (Metro-Goldwyn-Mayer, MGM). Le MGM Macao est un hôtel-casino appartenant au groupe MGM Resorts International, dont le fondateur, Kirk Kerkorian, était l'un des propriétaires de la société de cinéma MGM.
À côté de l'entrée principale du MGM Macao se dresse une statue en bronze de lion doré, haute de 10 mètres et pesant 63 tonnes. Cette statue est inspirée du lion doré du MGM Grand Las Vegas, fabriquée par le même atelier de sculpture renommé de Nankin qui a coulé le Bouddha de Tian Tan de Hong Kong. La statue du lion doré est dévoilée le 15 octobre 2007. De plus, le logo du MGM Macao présente également ce lion doré, symbolisant les valeurs de la marque de l'entreprise (force, leadership, confiance, prestige et loyauté).

## Installations

### Hôtel MGM Macao

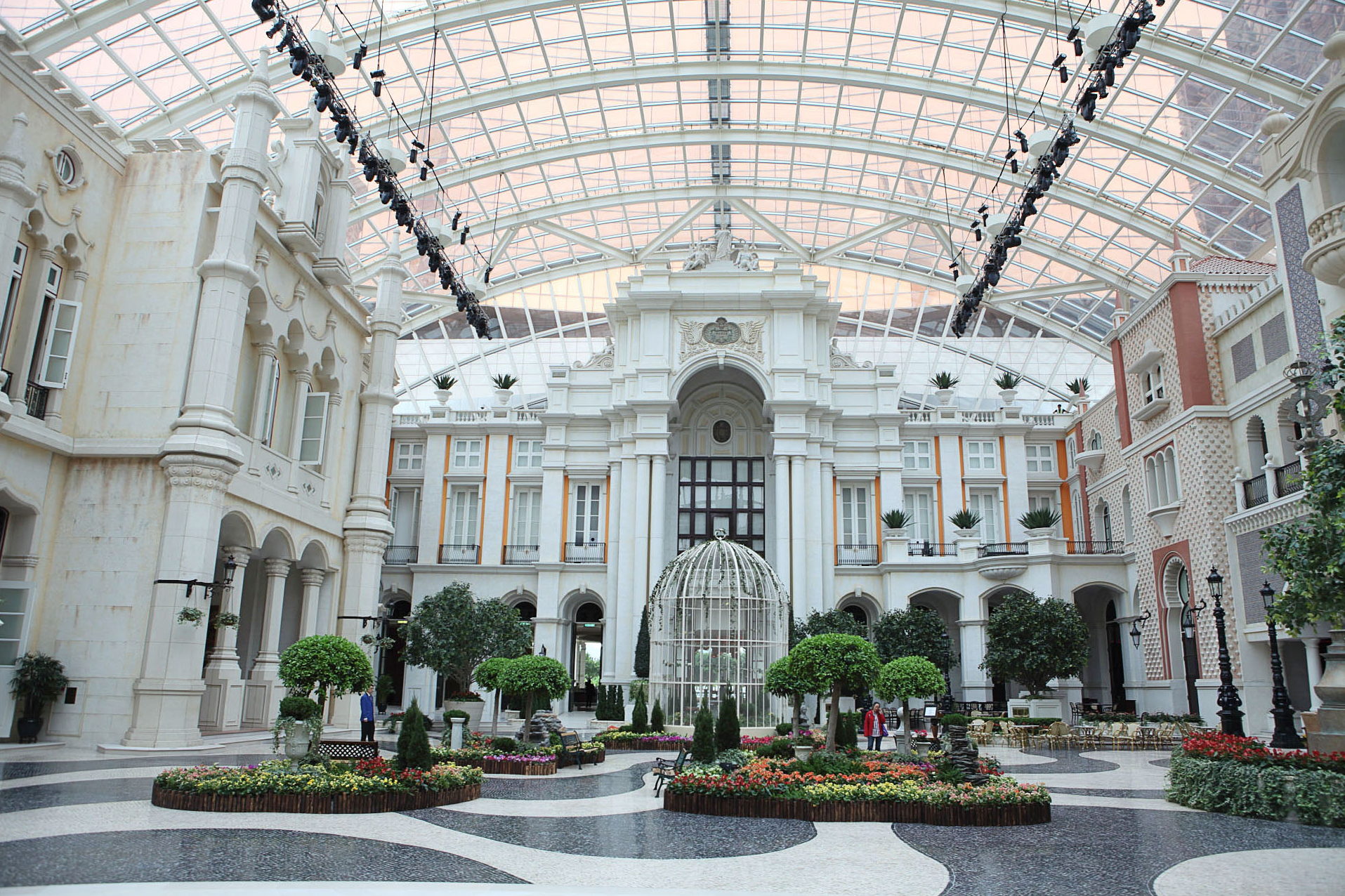
La Place du Dôme

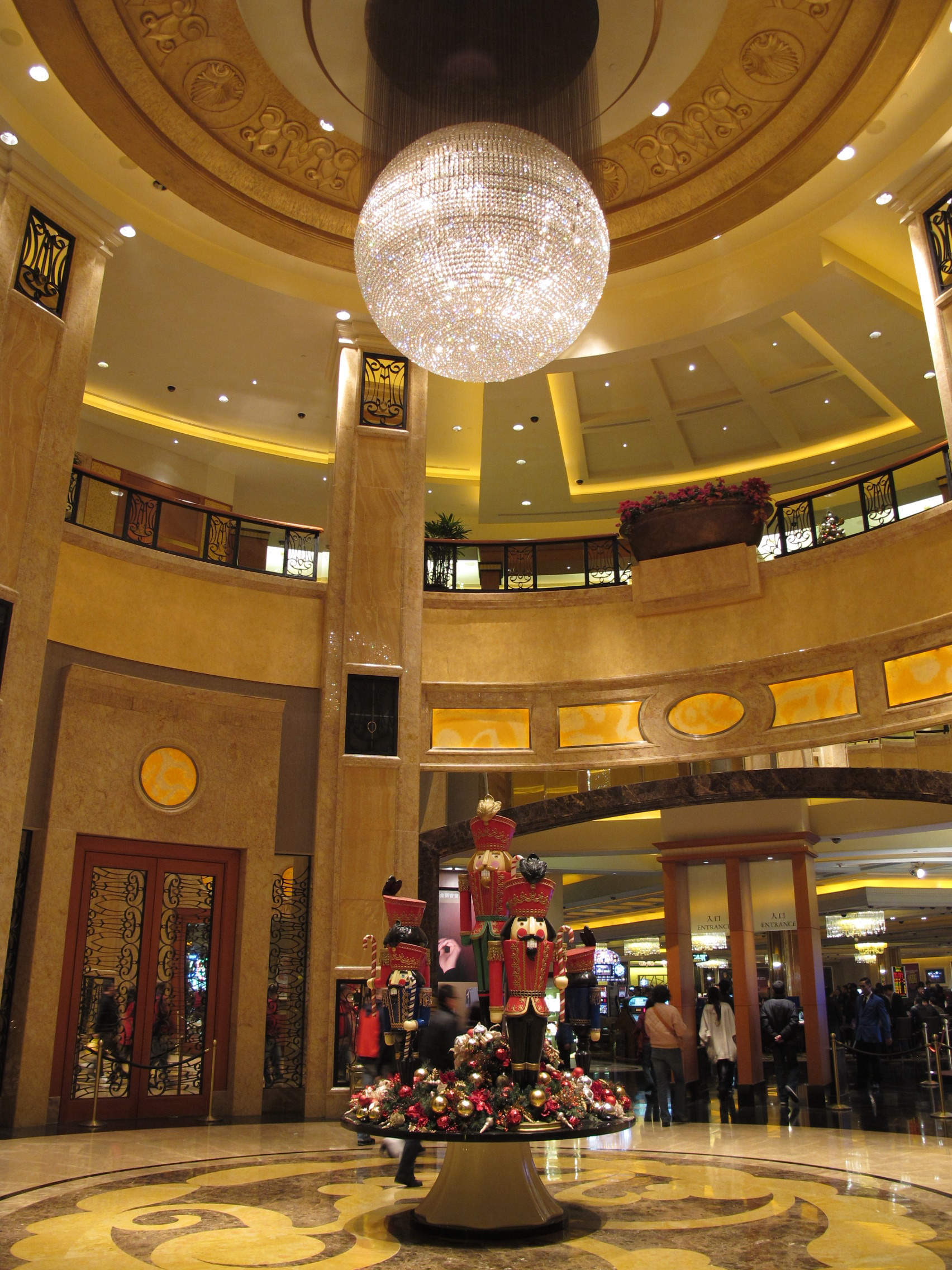
Entrée du casino

L'extérieur de l'hôtel MGM Macao présente un design unique en forme de vagues, avec trois couleurs différentes (or, platine et rose doré) de verre pour les façades.

#### Suites
L'hôtel MGM Macao offre une grande variété de chambres, étant le premier à Macao en termes de détails de classification. L'hôtel de 35 étages dispose de 593 chambres luxueuses, chacune mesurant au moins 48 mètres carrés. Les chambres comprennent 2 suites duplex (la suite Villa Mansion et la suite Villa Deluxe), 24 suites Mansion (divisées en suites Diamond et suites Deluxe), 99 suites Deluxe (également appelées chambres Deluxe Elegant) et 468 chambres (divisées en chambres Deluxe Ocean View, chambres Ocean View et chambres Deluxe). Chaque type de chambre offre des équipements différents. La plus grande suite, la suite Villa Mansion (également appelée suite présidentielle), mesure 540 mètres carrés et dispose d'équipements supplémentaires tels qu'un ascenseur privé et un service de réception VIP.

#### Tria Spa
L'hôtel dispose également d'un centre de bien-être de 2 720 mètres carrés, le Tria Spa, offrant 12 salles de soins différentes et un centre de remise en forme. Tria Spa, composé de six cercles formant un triangle, symbolise trois niveaux d'expérience. Tria Spa combine des équipements de luxe, des thérapies traditionnelles asiatiques et les traitements signature de Tria Spa, offrant des soins efficaces dans un espace privé et intime grâce à des thérapeutes internationaux expérimentés.

#### Salles de banquet et de conférence
Le hall principal de l'hôtel MGM Macao dispose de salles de banquet et de conférence modulables, couvrant une superficie de 1 452 mètres carrés, avec des zones de réception séparées. La grande salle de banquet peut être divisée en trois salles de conférence, pouvant accueillir jusqu'à 680 personnes. Il y a également trois salles de conférence polyvalentes. Le Sky Pavilion, situé au 3ème étage, est la plus grande salle de l'hôtel, offrant une vue panoramique sur Taipa et la mer grâce à ses murs de verre.

### Place du Dôme
La Place du Dôme est l'un des principaux attraits du MGM Macao, couvrant une superficie d'environ 2 320 mètres carrés, avec un dôme culminant à 25 mètres de hauteur. Le design de la place s'inspire de la gare de Lisbonne, la capitale du Portugal, et intègre des éléments de la zone VIP du Titanic, reflétant l'influence portugaise à Macao et l'image d'un hôtel de luxe.

### Casino MGM
La première phase du casino MGM, couvrant 20 620 mètres carrés, est ouverte en même temps que l'hôtel. Elle dispose de 385 tables de jeu, 888 machines à sous et 16 salons VIP privés (la plupart loués par le groupe Suncity). L'extension de la deuxième phase du casino (4 400 mètres carrés) ajoute 70 tables de jeu et 240 machines à sous, ainsi que des restaurants, des boutiques de marque, des salles de banquet, des espaces de conférence, une discothèque et un centre de bien-être. L'ouverture a lieu en juin 2008. L'ensemble des installations de l'hôtel/casino comprend 582 chambres, 1 184 machines à sous, 427 tables de jeu, 9 restaurants, 2 boutiques, des espaces de conférence polyvalents (y compris une grande salle de banquet) et un centre de bien-être de classe mondiale avec une piscine.

## Restauration
- Imperial Court : restaurant de cuisine cantonaise haut de gamme dirigé par le chef hongkongais Chow Chung
- Aux Beaux Arts : restaurant français haut de gamme à Macao
- Feast : premier restaurant buffet à Macao
- Rossio : restaurant proposant une cuisine chinoise du nord et du sud
- Pastry Bar : salon de pâtisseries haut de gamme
- ABA BAR : bar

### Récompenses
- En 2008, le MGM Macao Resort & Spa reçoit quatre étoiles du guide Mobil Travel Guide et le prix HotelClub Award 2008 du « Meilleur Nouvel Hôtel en Asie ». Le restaurant Imperial Court et le restaurant Rossio reçoivent également des étoiles Michelin et des recommandations du guide Bib Gourmand.
- En 2009, le MGM Macao reçoit le prix « Meilleur Hôtel de Luxe en Chine » lors du Asia Hotel Forum et de la quatrième édition des China Hotel Awards.

### Autres
Le MGM Macao dispose également de treize installations de restauration, incluant des restaurants, des bars et des salons proposant différentes cuisines.

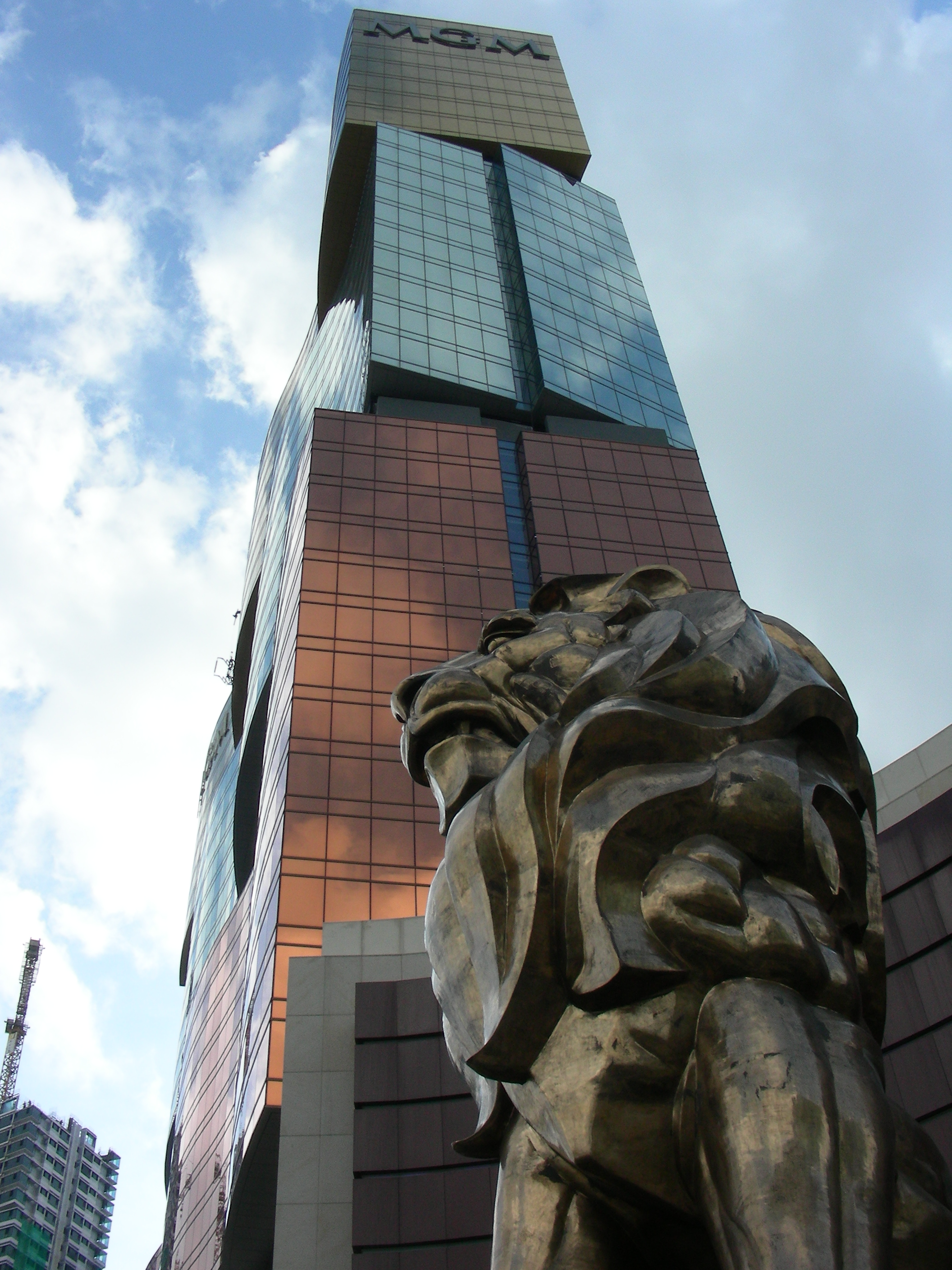
Le MGM Macao et la statue du lion doré, inspirés du design du MGM Grand Las Vegas aux États-Unis
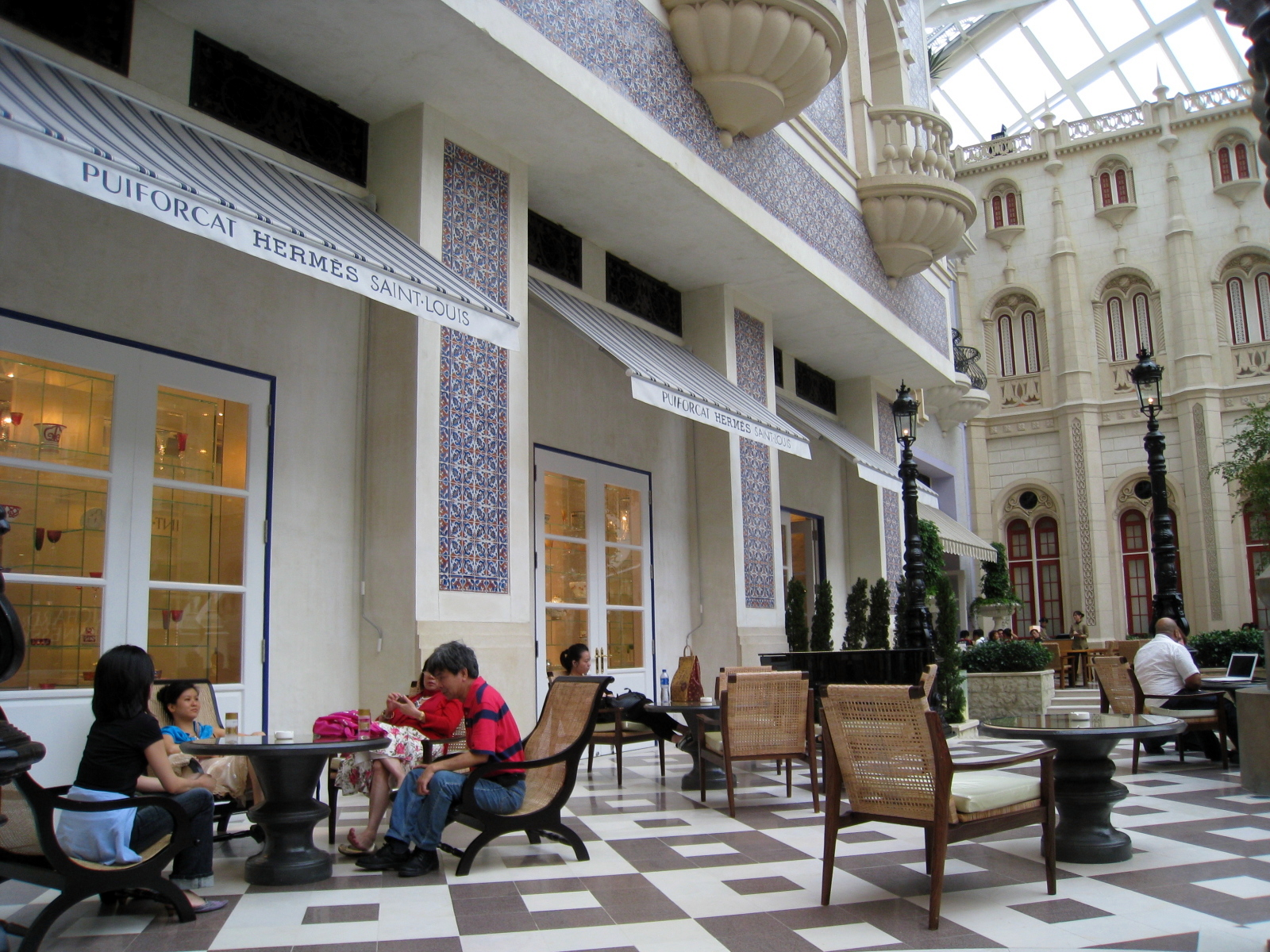
La Place du Dôme avec son design ouvert
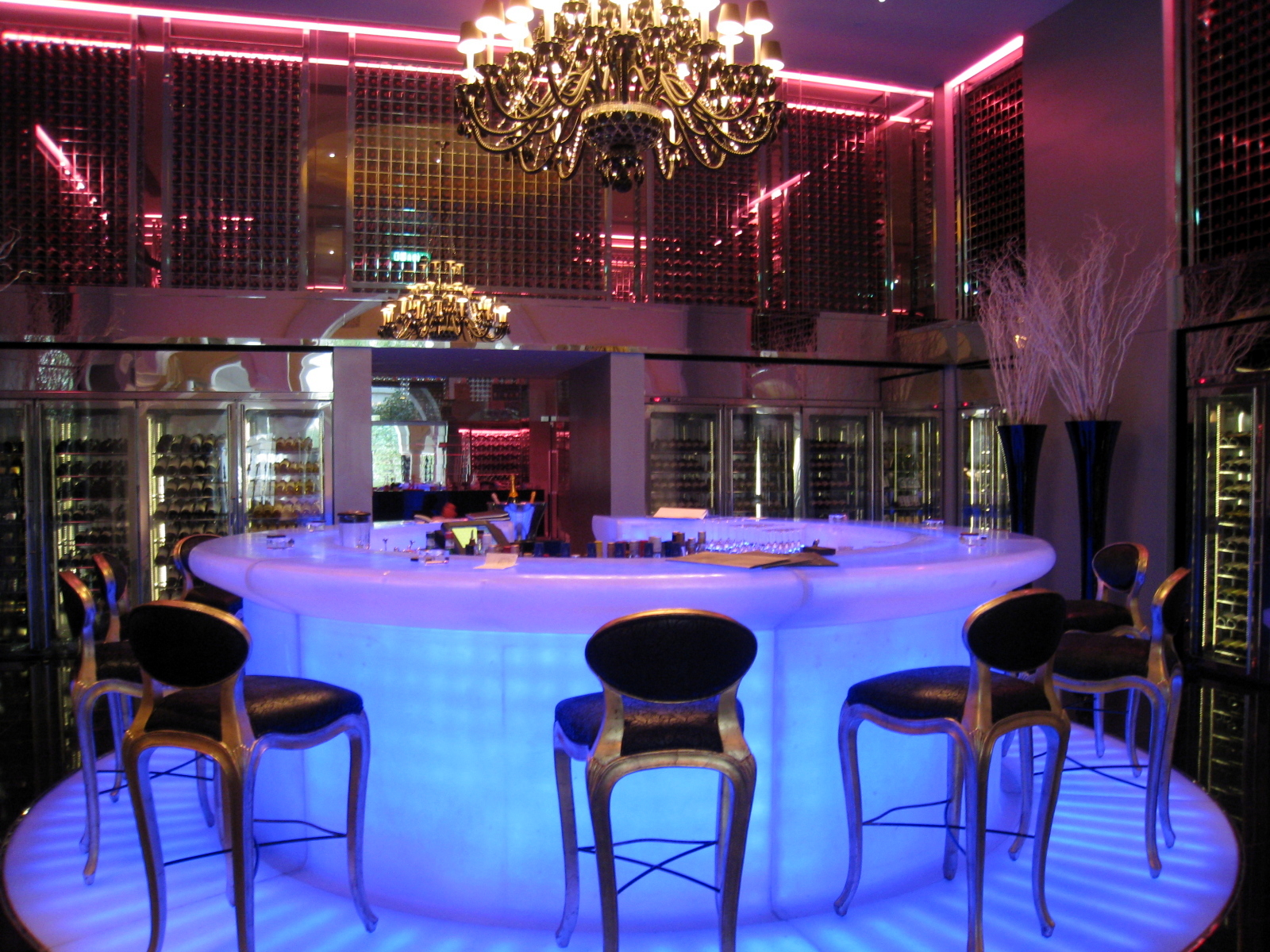
Cave à vin
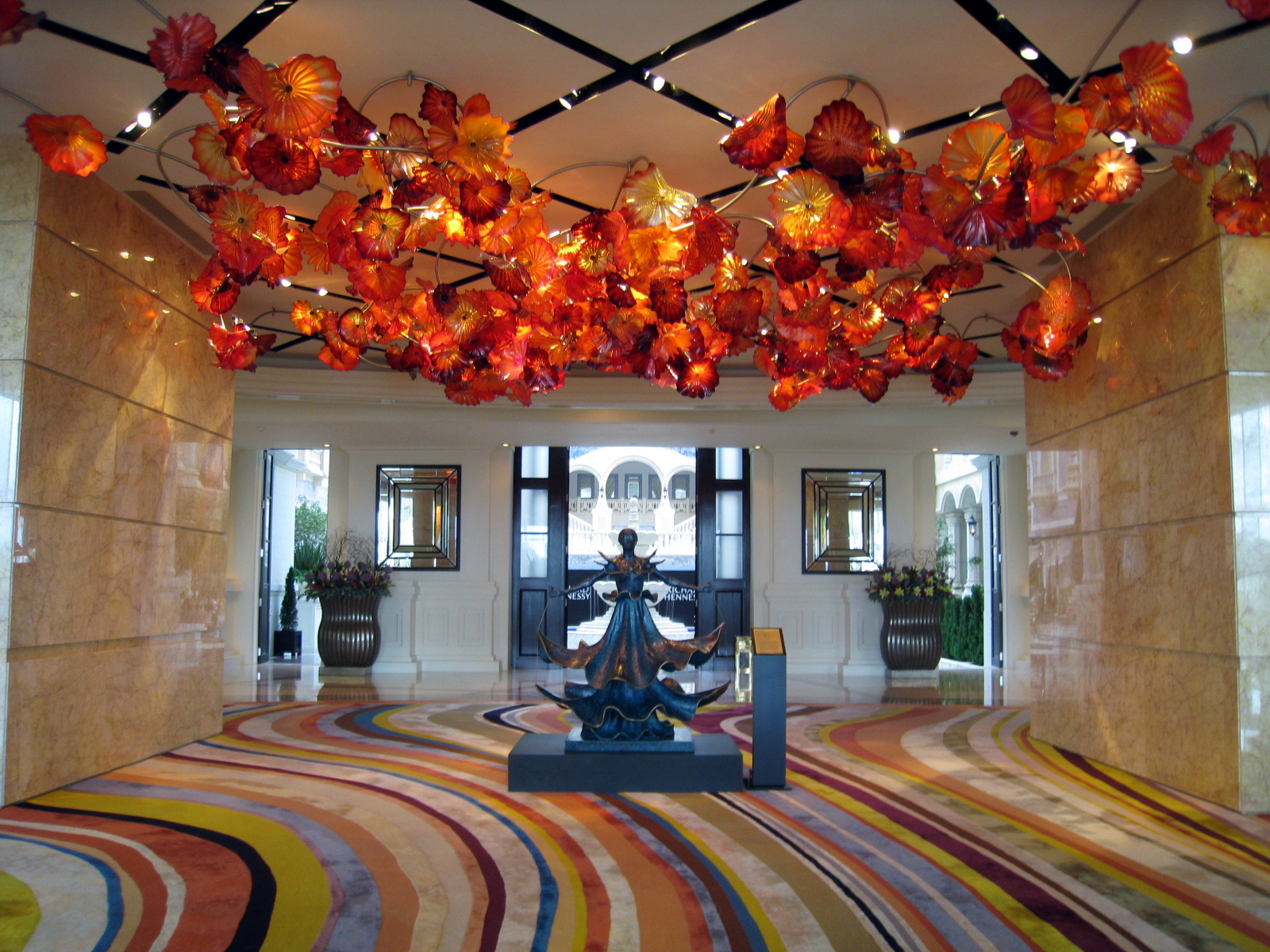
Plafond spécial du hall de l'hôtel
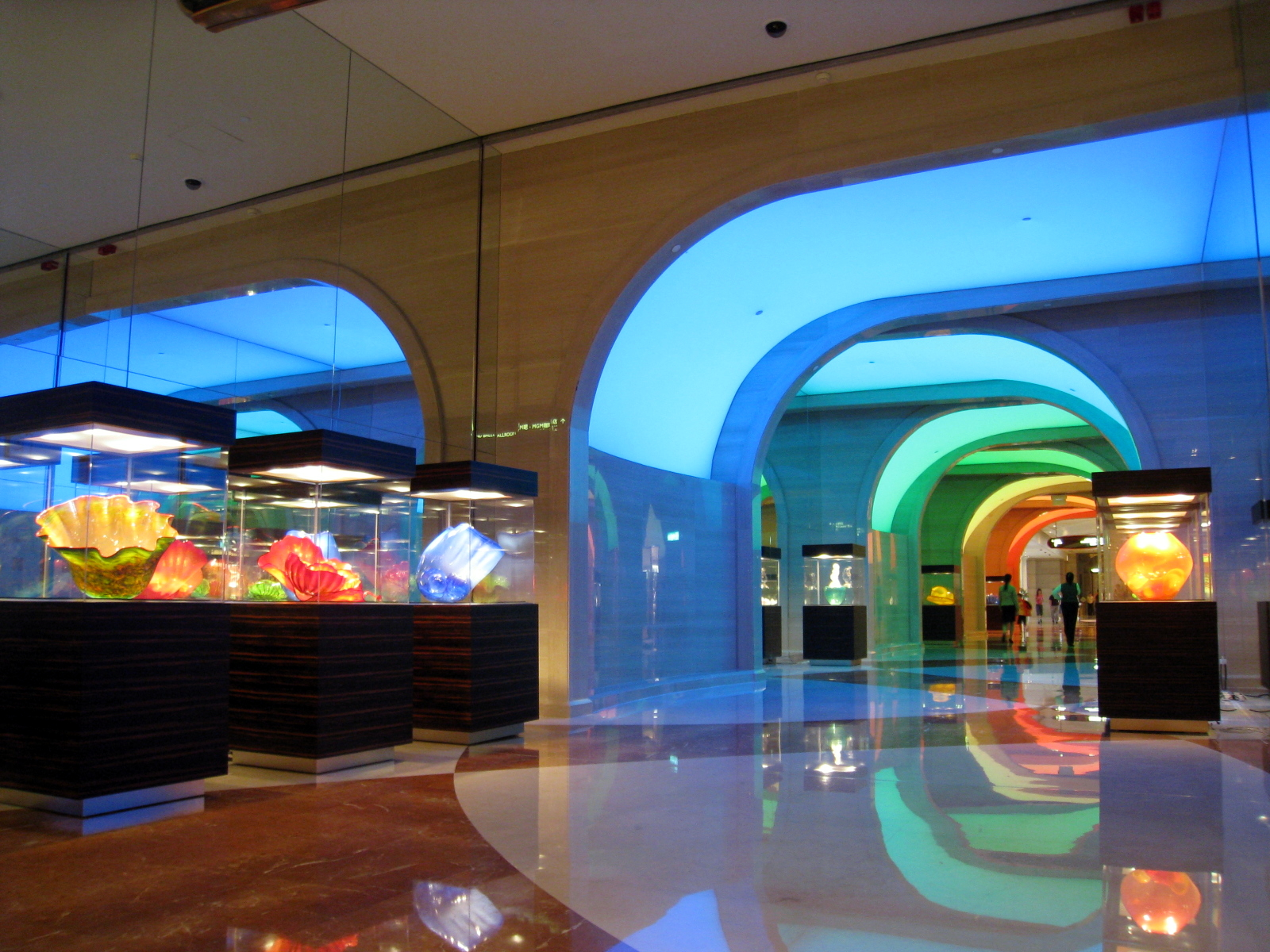
Plafond changeant de couleur dans le couloir
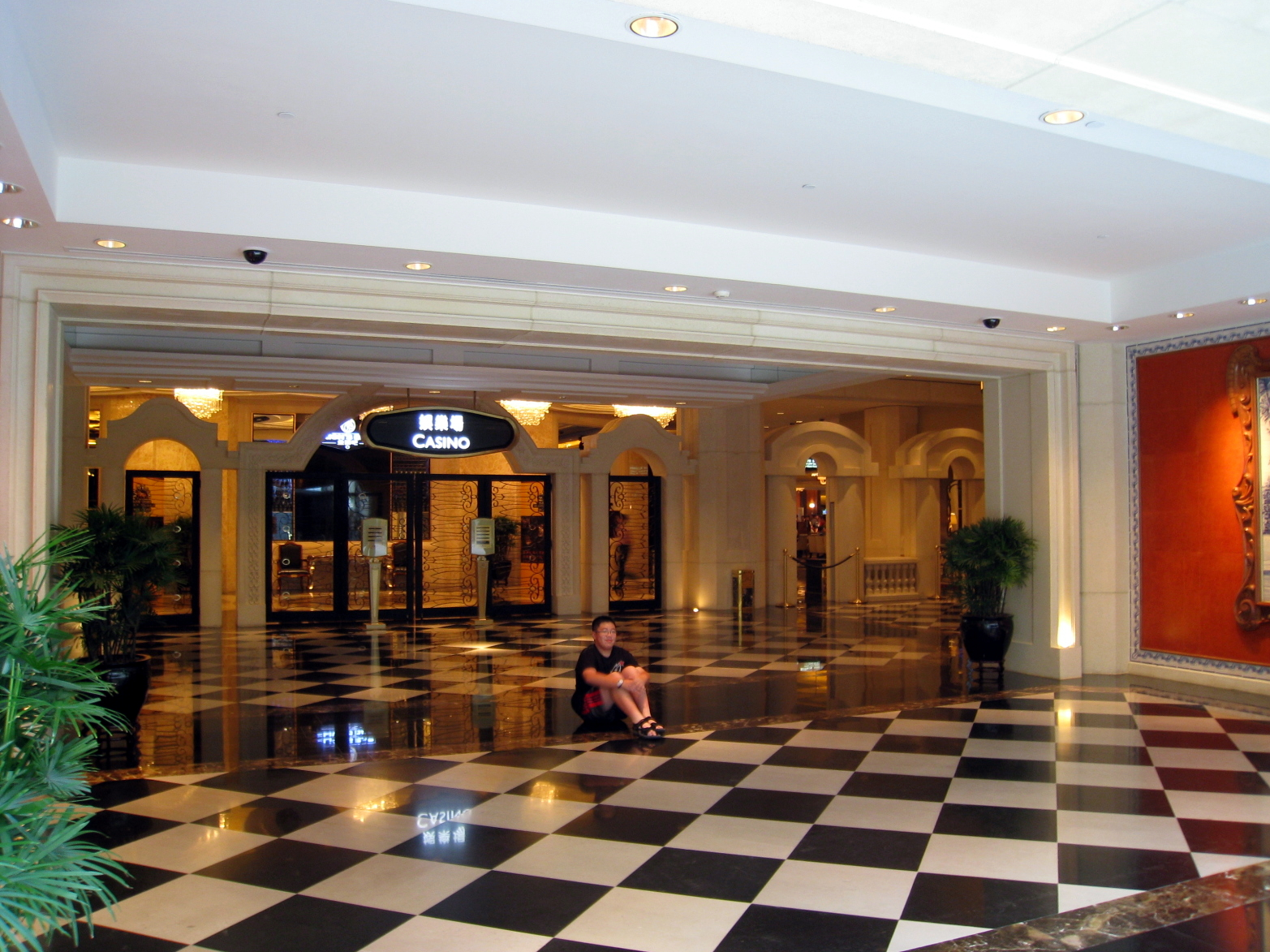
Couloir menant au casino
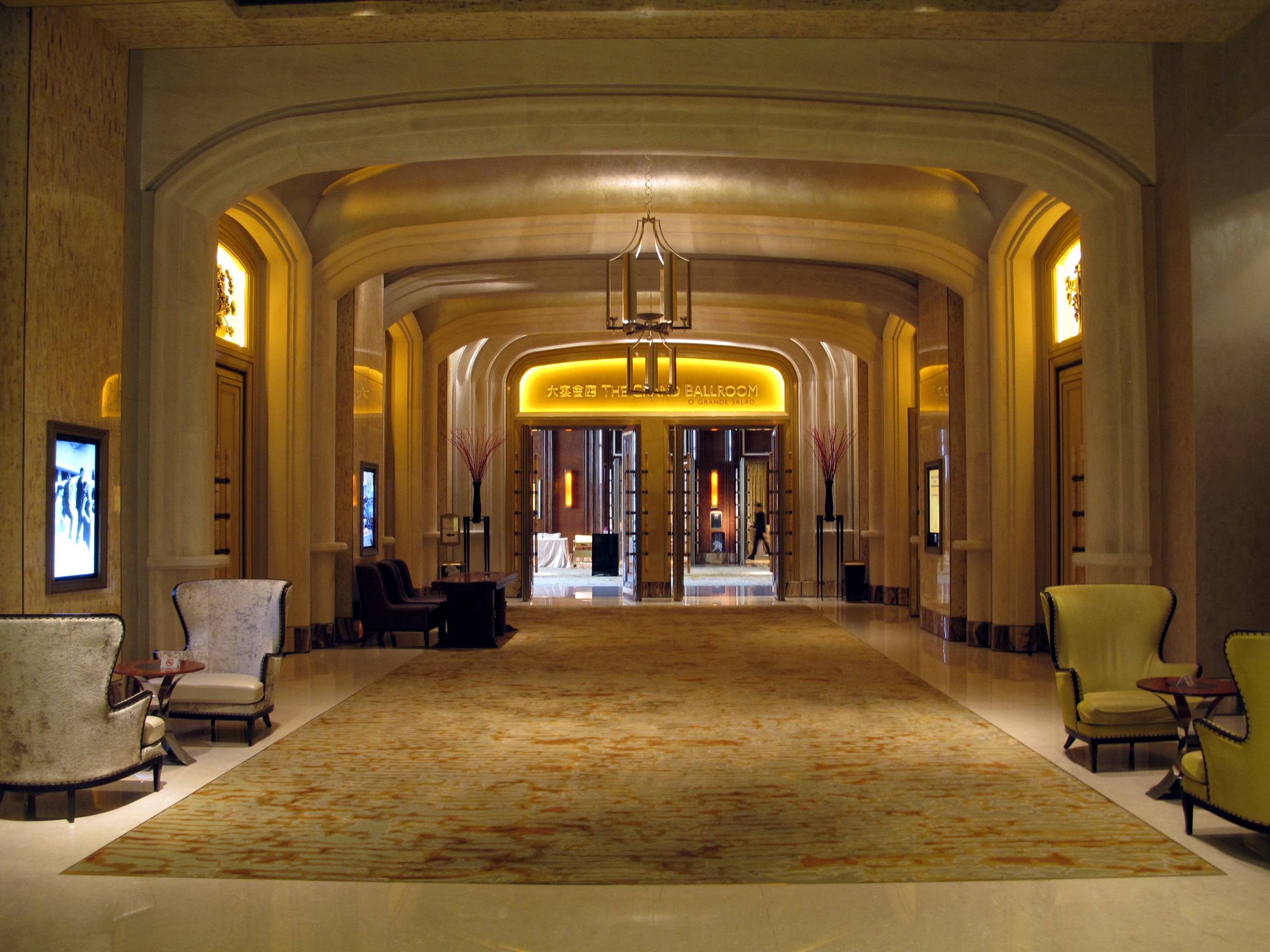
Grande salle de banquet

## Configuration des ascenseurs
Le MGM Macao utilise exclusivement des ascenseurs de la société Otis.

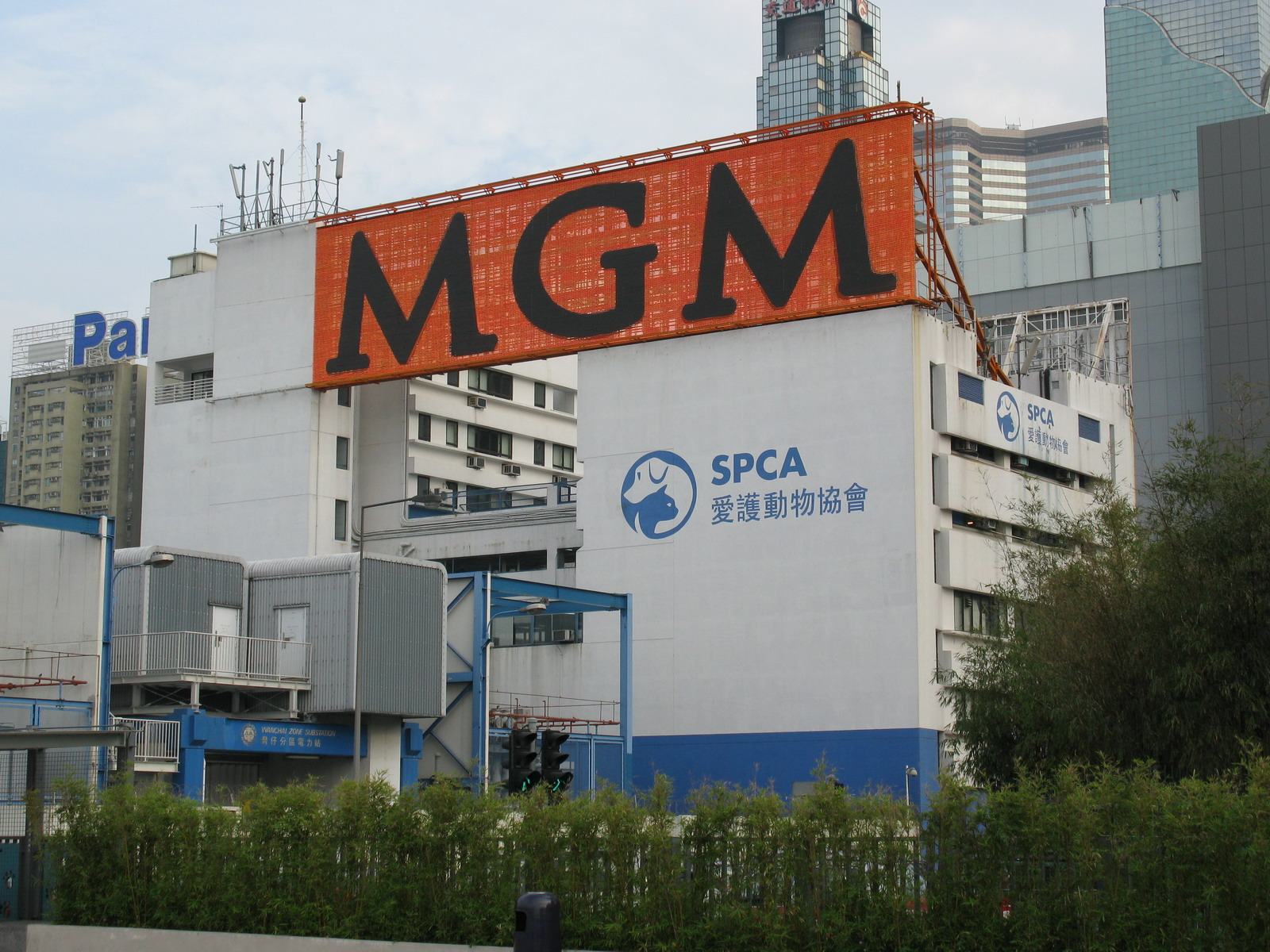
Panneau publicitaire du MGM Macao à Hong Kong dans le quartier de Wan Chai.

## Litiges juridiques
Un client dépose 800 millions HK$ dans une salle VIP du MGM Macao, mais l'opérateur Suncity refuse de restituer les fonds. Ce client intente une action en justice contre Suncity et MGM. Après une longue procédure judiciaire, un jugement final est rendu en février 2022, obligeant Suncity et MGM à rembourser les fonds. MGM China déclare une perte globale dans son rapport annuel. En raison de l'incapacité d'un déposant à retirer ses fonds d'une salle VIP du MGM, la société doit payer conjointement le principal et les intérêts, soit 1,17 milliard HK$, et confirme une dette totale de 2,027 milliards HK$ pour trois affaires connexes.